# Bigtwin
Bigtwin, av utgivaren stavat BigTwin, är en svensk motorcykeltidning som grundades av IDG AB 2006. Björn Glansk är publisher. Tidningen fokuserar helt på Harley-Davidson. Den innehåller bland annat artiklar om Harley-Davidson-ägare och deras mer eller mindre ombyggda motorcyklar, Harley-Davidson-relaterade nyhetsartiklar, teknikartiklar, mc-reseskildringar samt reportage från event och verkstäder. Under åren har det publicerats hundratals reportage om Harley-Davidson-ägare och deras motorcyklar i tidningen.

## Historia
Det första numret av Bigtwin gavs ut i april 2006. Under det första året gav BAG Publishing AB ut sju nummer och fram till och med 2010 kom tidningen ut med tolv nummer per år. 2011 började förlaget även ge ut ett specialnummer under sommaren, Custom Special by Bigtwin. Detta pågick fram till och med 2016. 2017 återgick man till tolv nummer per år och 2018 drogs utgivningstakten ner till sex nummer per år. I juni 2007 köptes tidningen av två medarbetare, chefredaktören Björn Glansk och redaktören Mats Lövgren, via förlaget BAG Publishing AB. 2012 startade förlaget en webbutik, WebSwap.se, i vilken man säljer både nya och gamla nummer av tidningen samt prenumerationer. 

### Tryck
Bigtwin trycktes inledningsvis av Sörmlands Grafiska AB och under en period trycktes tidningen i Finland. De senaste åren[när?] har tidningen tryckts av V-Tab AB.

### Distribution
Distributionen av Bigtwin hanteras av Flowy (tidigare Pressdata). Tidningen såldes och distribuerades tidigare i Sverige, Norge och Finland, men ges numera bara ut i Sverige, där den går att köpa i vissa kiosker och online. Det är också möjligt att prenumerera på tidningen.